# Habib Osman
Pour les articles homonymes, voir Famille Osman.
Habib Osman (arabe : الحبيب عصمان ), né le 27 décembre 1910 à Tunis et mort le 4 avril 1986 à Tunis, est un photographe professionnel et militant tunisien. Il est aussi l'accompagnant permanent et le photographe personnel du président Habib Bourguiba durant cinquante ans. Osman est reconnu pour ses clichés évoquant les grands moments du mouvement de libération nationale ainsi que ses portraits de Bourguiba qui ont marqué la mémoire collective du peuple tunisien. 
Dès son enfance, il est porté vers le dessin et fait ses débuts sur la scène journalistique en tant que caricaturiste avec l'aide de son frère aîné Mustapha. Ensuite, sa passion le dirige vers la photographie. À seulement 23 ans, il rejoint les rangs du Néo-Destour. Grâce à son regard vigilant, le mouvement national dispose d'une photothèque importante illustrant les étapes décisives de la lutte nationale. Son engagement dérange l'occupant qui l'emprisonne à multiples reprises pour son activisme politique. Malgré l’arrestation et l'emprisonnement, il poursuit sa tâche avec courage. Aux lendemains de l'indépendance, il devient le photographe attitré de la présidence de la République, reçoit la toute première carte de presse et devient photographe officiel. Fidèle à ses principes patriotiques, le doyen des photographes tunisiens poursuit la documentation de l’histoire de la Tunisie par le biais de son objectif. Considérant la photographie comme une bataille, ses efforts commencent à être récompensés avec trois décorations remises à partir de 1975.
Le 4 avril 1986, Osman s’éteint à l’âge de 75 ans après un long combat contre la maladie. Il laisse derrière lui un immense et précieux héritage photographique conservant plus d’un demi-siècle de l’histoire de son pays.

## Biographie

### Jeunesse

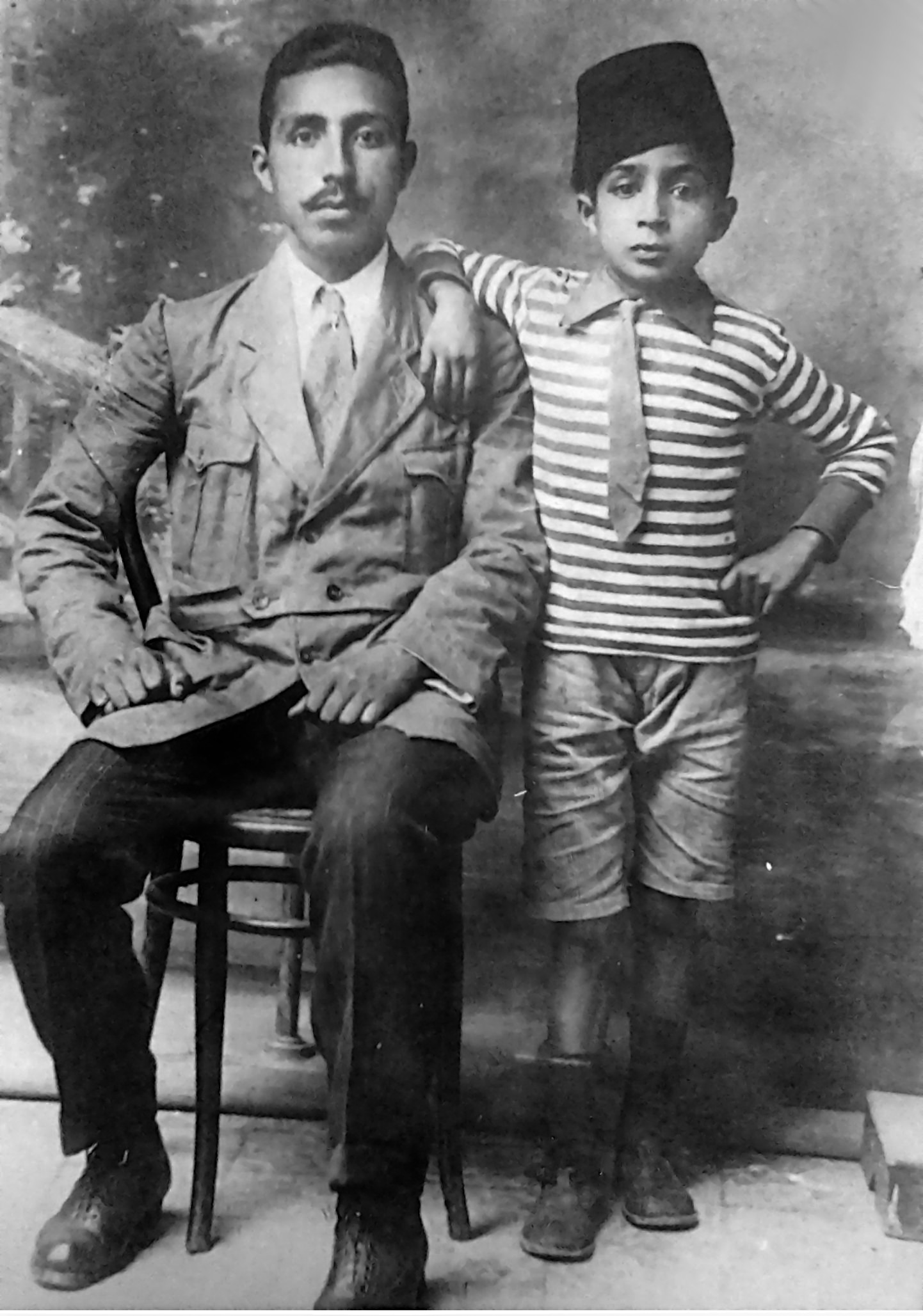
Habib Osman à dix ans avec son frère ainé Mohamed

Né dans une famille tunisoise d’origine turque le 27 décembre 1910, Habib Osman est le fils cadet de Hassan Osman et Sallouha Nouri. Il a quatre frères — Ahmed, Hédi, Mohamed, et Mustapha — et une sœur appelée Habiba. Son père est un artisan spécialisé dans la fabrication et la vente de la balgha et sa mère est une femme au foyer.
Dès son plus jeune âge, il suit les pas de son frère Mustapha, caricaturiste dans un journal clandestin et anticolonialiste : il se met à dessiner et découvre qu'il a un don pour l'art.
Tout comme ses quatre frères, Habib Osman effectue ses études élémentaires et primaires dans son quartier natal, à Tunis. Il s'inscrit ensuite au Collège Sadiki pour poursuivre ses études secondaires. Ayant un penchant incontrôlable pour le dessin, l'envie le conduit souvent à dessiner ses enseignants, ce qui lui crée des complications avec ses derniers. Sa relation avec son frère Mustapha est marquée par un lien profond d'amitié et de bienveillance. Il y a une telle osmose spirituelle entre les deux frères Osman que les gens les confondent. Grâce à son frère Mustapha, Habib Osman s’initie à la lecture, pour laquelle il développe une vive affection, fait ses premiers pas dans le monde de la presse et décide d'en faire son métier. 
Rapidement, il devient dessinateur, puis calligraphe de presse et enfin caricaturiste, profession qu’il exerce avant de choisir la voie du photojournalisme.
Très influencé par Mustapha, militant à appartenance destourienne, Habib Osman acquiert une conscience patriotique.

### Photographe
Dans une Tunisie fatiguée de l'hégémonie coloniale dans tous les domaines, Habib Osman fait partie de la première vague de photographes tunisiens qui s'initient à « l'art de l'écriture avec la lumière », monopolisé pendant longtemps par les communautés européennes. 
Autodidacte, en absence de référent vu que la photographie coloniale qui diffuse une vision rêvée et exotique de la Tunisie est intégrée dans un autre système culturel et esthétique, Habib Osman fait son chemin tout seul en nourrissant sa passion de ses observations mais aussi de ses erreurs.
En plus de cinquante ans de carrière au service de l'actualité nationale, il contribue considérablement à la préservation d'une partie de la mémoire collective du peuple tunisien à travers ses photographies d'une valeur inestimable,, témoignant de l'histoire du mouvement de libération nationale,,,, et des premières décennies suivant l'indépendance du pays,.
Ne voulant pas interrompre son activité dans son laboratoire de photographie modeste, situé au cœur de la médina de Tunis, Osman pratique en parallèle le photojournalisme de haut niveau, contribuant à la réalisation quotidienne de L'Action tunisienne en tant que photographe de presse et continuant à collaborer avec la revue du Néo-Destour dans ses deux versions arabe et française jusqu'à ses derniers jours. Il est aussi collaborateur du Dialogue pour le progrès, hebdomadaire de langue française du Parti socialiste destourien, et journaliste à l'agence Tunis Afrique Presse.

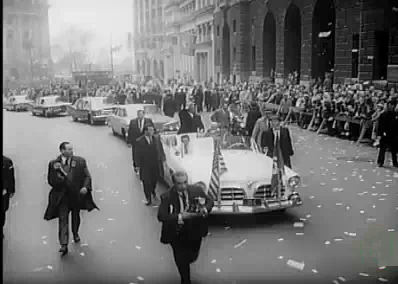
Osman courant devant la procession présidentielle à New York (mai 1961)

Conscient de son rôle historique, Habib Osman s'emploie, au lendemain de l'indépendance, à illustrer par la photo l'essor du pays et l'édification de l'État moderne en suivant de près les actions de Bourguiba. En effet, titulaire de la première carte de presse décernée après l'indépendance, il est chargé de couvrir toutes les activités du premier président de la République : il photographie alors tous les grands événements de l'époque, comme le discours de Bourguiba proclamant la république le 25 juillet 1957, son discours prononcé à la kasbah de Tunis et donnant le coup d'envoi de la crise de Bizerte, sa visite officielle à New York en mai 1961, la signature de la convention sur l'évacuation agricole du 12 mai 1964, le discours de Bourguiba prononcé le 3 mars 1965 à Jéricho, les congrès du parti au pouvoir présidés par ce dernier, ainsi que toutes les rencontres officielles du président avec différentes personnalités politiques, aussi bien en Tunisie qu'à l'étranger,.
Ses passeports, pleins de cachets de différents pays, montrent qu'il a voyagé dans les quatre coins du monde au sein des délégations officielles accompagnant le président Bourguiba lors de ses visites d'État et le ministre des Affaires étrangères lorsqu'il participe aux assemblées et conférences de haut niveau à l'étranger. Titulaire tout d'abord d'un passeport ordinaire, Habib Osman bénéficie d'un passeport diplomatique qui lui est délivré en vue de faciliter sa mission.
Cette position unique lui permet de rencontrer et côtoyer des personnalités importantes de différentes nationalités et de divers milieux — politique, artistique, culturel, scientifique et sportif — ainsi que d'accéder à des lieux réservés et hautement surveillés en Tunisie et ailleurs.
Habib Osman a aussi manifesté un grand intérêt pour la photographie sportive, sa photothèque contenant des centaines de clichés représentant les « frères ennemis » de la capitale, le Club africain et l'Espérance sportive de Tunis, posant ensemble. Toujours présent aux côtés du président dans tous les événements, y compris ceux de nature sportive, Osman est propriétaire de nombreuses photos prises lors des finales de la coupe de Tunisie de football et des Jeux méditerranéens organisés à Tunis en 1967.
Dans une interview publiée le 19 avril 1982, Osman exprime son intention de rassembler toutes ses photos dans un ouvrage rétrospectif destiné aux nouvelles générations et partant du présent pour remonter vers le passé pour mettre en évidence la victoire incontestable de tous les Tunisiens, un projet qui n'a finalement pas vu le jour.
À plusieurs reprises, il rappelle qu'il n'est pas un porte-appareil, affirmant qu'il est habité par la passion du témoignage et la soif de l'information et qu'il est convaincu du rôle joué par le journaliste dans la capture l'histoire. En effet, il réussit à écrire l'histoire de la Tunisie par l'objectif et par la pellicule. La photographie, pour lui, ne peut être qu'une transcription du réel, du quotidien avec tout ce qu'il englobe, de joie et de souffrance ; d'une part elle rafraîchit la mémoire, d'autre part elle propose des témoignages irréfutables.
Habib Osman, jusqu'au dernier moment de sa vie, n'a jamais cessé d'évoquer sa carrière étalée sur plus d'un demi-siècle, et de parler de son travail, de sa passion. Il est décrit comme possédé par cet art permettant de transcrire le réel et d'écrire l'histoire par le biais d'un objectif, avec toutes ses péripéties.
Selon certains, ses œuvres sont loin d'être de l'art mais sont plutôt des documents historiques illustrant la naissance d'une nation,. D'après d'autres, Habib Osman est un vrai artiste,, et un homme de culture.

### Militant
Le début de son militantisme remonte à 1934. Habib Osman, encore jeune, choisit de s'engager aux côtés des patriotes tunisiens, en côtoyant Habib Bourguiba, et les autres chefs du Néo-Destour dès le début de la lutte contre le protectorat français.
Accompagnant et photographe personnel de Bourguiba dès 1936,, Osman prend ses toutes premières photographies à caractère politique à cette date, lorsqu'il l'accompagne à Aïn Jeloula, près de Kairouan, où sévit la famine ; il y prend des clichés montrant une population touchée par la misère, des enfants et des adultes mangeant de l'herbe. Ceux-ci servent d'illustration au discours de Bourguiba, prononcé sur l'esplanade Gambetta à son retour à Tunis. Ce témoignage sur la famine à Kairouan vaut à Habib Osman une peine de prison parce qu'il a révélé au monde entier par ses photos les mécanismes coloniaux de dépossession qui ont permis d'enlever aux Tunisiens leurs meilleures terres et de les attribuer aux colons. Ainsi, il réalise l'importance de la photographie en tant qu'arme décisive contre l'occupant.

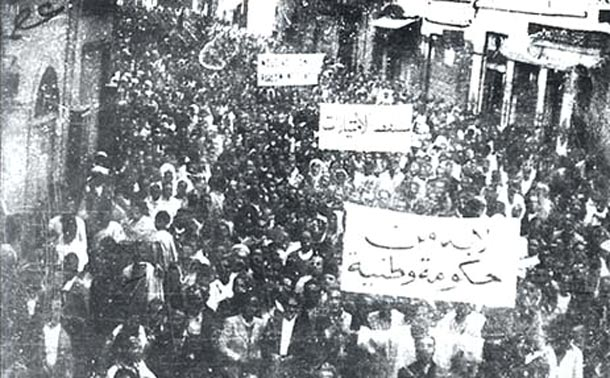
Manifestation du 8 avril 1938 saisie par Osman risquant sa vie sur un trolleybus

Le 8 avril 1938, il participe au déchaînement, contre l'autorité occupante, du peuple qui déferle dans les rues et les artères de la capitale, scande des slogans revendiquant le pouvoir aux Tunisiens et brandit les banderoles qu'Osman a lui-même écrites. 
Le 9 avril, Osman rend visite à Habib Bourguiba, alité à sa demeure de Rahbat El Ghanem, qui est en train de corriger son article La Rupture. Osman le photographie pour l'histoire, : « Je voulais prouver que Bourguiba n'a pas fléchi et que même malade, il continuait inlassablement sa lutte contre les ennemis du peuple » précise Osman des années plus tard.
Comme l'affirment des témoins, il figure parmi les principaux acteurs des événements du même jour,,,. Toujours présent au cœur des épreuves, Osman est dévoré par une très grande envie de fixer à jamais les manifestations populaires immenses de ce jour historique. Dans le but de photographier les foules de manifestants de haut, il n'a qu'une seule option vu que la plupart des habitants des alentours sont Français : Osman monte sur le toit d'un trolleybus en mettant sa propre vie en danger en raison des caténaires,. Lorsqu'il apprend que la police française est à ses trousses, il confie les pellicules utilisées pour filmer les événements à Slaheddine Bouchoucha de crainte de les voir confisquées.
Osman est arrêté le 13 avril par la police, quatre jours après sa participation aux événements. Le 10 mai, il est jugé par le tribunal militaire français en Tunisie et condamné à six mois de prison pour assaut sur l'armée. Emprisonné le 28 juillet, il est libéré le 13 octobre au terme de sa condamnation. Durant sa période d'arrestation, il est installé à la prison militaire de Tunis avant d'être transféré au pénitencier militaire de Téboursouk puis à celui de Ghar El Melh avec plusieurs autres militants du Néo-Destour.
Armé de son appareil photographique, Osman couvre tous les grands moments du combat pour la liberté mené par le peuple tunisien. Alerte, l'œil vif et le geste précis, il est partout à la fois dans les manifestations populaires, les meetings et les procès. Il frémit et s'émeut quand la scène est pathétique et douloureuse, il exulte et jubile quand l'heure est à la victoire.
Durant les périodes sombres du colonialisme, Habib Osman, attaché aux pas de Bourguiba, se charge de photographier ses meetings, avant de se pencher sur la sélection des photographies les plus percutantes pour les publier dans le journal du parti, dans le but de motiver au mieux le peuple, de susciter son patriotisme, d'éveiller sa conscience et d'aiguiser au maximum sa volonté. Dans les années 1940, il participe également à la réalisation du journal clandestin Al Kifah dans le centre du pays.
Après l'indépendance du pays, Osman est présent lors du retrait de la statue du cardinal Lavigerie pour saisir ce moment historique ayant lieu le 8 mai 1956. La veille, il couvre à la mosquée Zitouna une célébration religieuse organisée à l'occasion de la Nuit du Destin dirigée par le Premier ministre Bourguiba, lorsque ce dernier l’appelle et lui dit en aparté : « Tâche d’être à Bab-Bhar, ce soir après minuit, tu y auras sûrement à faire ». Vers trois heures du matin, une équipe d’ouvriers débute l'enlèvement de la statue du cardinal Lavigerie. L’opération, se déroulant sans la moindre publicité, dure plus d’une heure et demie, en présence d'un important service d'ordre et sous le regard inepte des habitants du quartier réveillés par le bruit inhabituel du chantier. À l’instant où l'on parvient à séparer la statue de son socle, Osman, juché sur le toit d'un bâtiment adjacent, la fixe sur son objectif pour offrir à la postérité la photo divulguée au lendemain dans Le Petit Matin, montrant la statue suspendue, fermement accrochée aux chaînes d'une grue géante, avant d'être déposée sur un camion pour la ramener à Carthage. Puis, entouré par des Tunisiens exprimant leur joie, Osman se charge lui-même de remplacer l'ancienne plaque (« Place du Cardinal Lavigerie ») par une nouvelle, sur laquelle il écrit à la main « Place de l'Indépendance » en français et en arabe. 
Grâce à Habib Osman, qui a risqué sa vie pour la cause nationale, le peuple tunisien dispose d'une photothèque monumentale racontant avec précision l'épopée réalisée par le mouvement national.
Accompagné par son photographe lors de son voyage entre Paris et Rabat, le 28 février 1961, le président Bourguiba, surnommé le « Combattant suprême », lui écrit un mot de reconnaissance : « Un « Combattant suprême » des photographes, un souvenir d'une journée historique qu'il a perpétuée avec son brio habituel »,. Le 19 avril 1982, Osman commente cet évènement, en déclarant dans une interview donnée à L'Action Magazine : « Plus d'une fois j'ai risqué ma vie pour photographier des scènes importantes du mouvement national. Notre Président m'a fait le grand honneur de me nommer un jour : « Combattant suprême de la photographie » ». Il déclare toujours dans la même interview : « Je suis heureux de voir que notre rêve est réalisé. C'est là la joie de tout militant sincère. Je n'ai jamais travaillé pour l'argent. J'ai toujours travaillé pour mon pays, mon peuple et mon parti »,.

### Fin de vie
Le 4 avril 1986, Habib Osman meurt à la suite d'une longue maladie à l'hôpital militaire de Tunis,. Le lendemain, le cortège funèbre quitte son domicile dans l'après-midi, l'inhumation ayant lieu au cimetière du Djellaz. À partir du 5 avril, les journaux nationaux paraissent bordés de noir avec pour titre principal « Habib Osman n’est plus »,,. Quarante jours après sa disparition, la chaîne de télévision nationale diffuse une émission spéciale en son honneur.
Une délégation de députés de l'Assemblée nationale, dirigée par Mohamed Ghedira (membre du cabinet présidentiel) rend visite à Osman à l'hôpital durant ses derniers jours. Il insiste alors, malgré ses souffrances, à les photographier avec son appareil qu'il garde perpétuellement avec lui, comme il garde le sens de l'humour jusqu’au dernier moment.

### Vie privée
En 1957, il épouse Safia Beznine et devient père de deux enfants, Habib Montassar et Wassila.

## Récompenses

### Tunisie

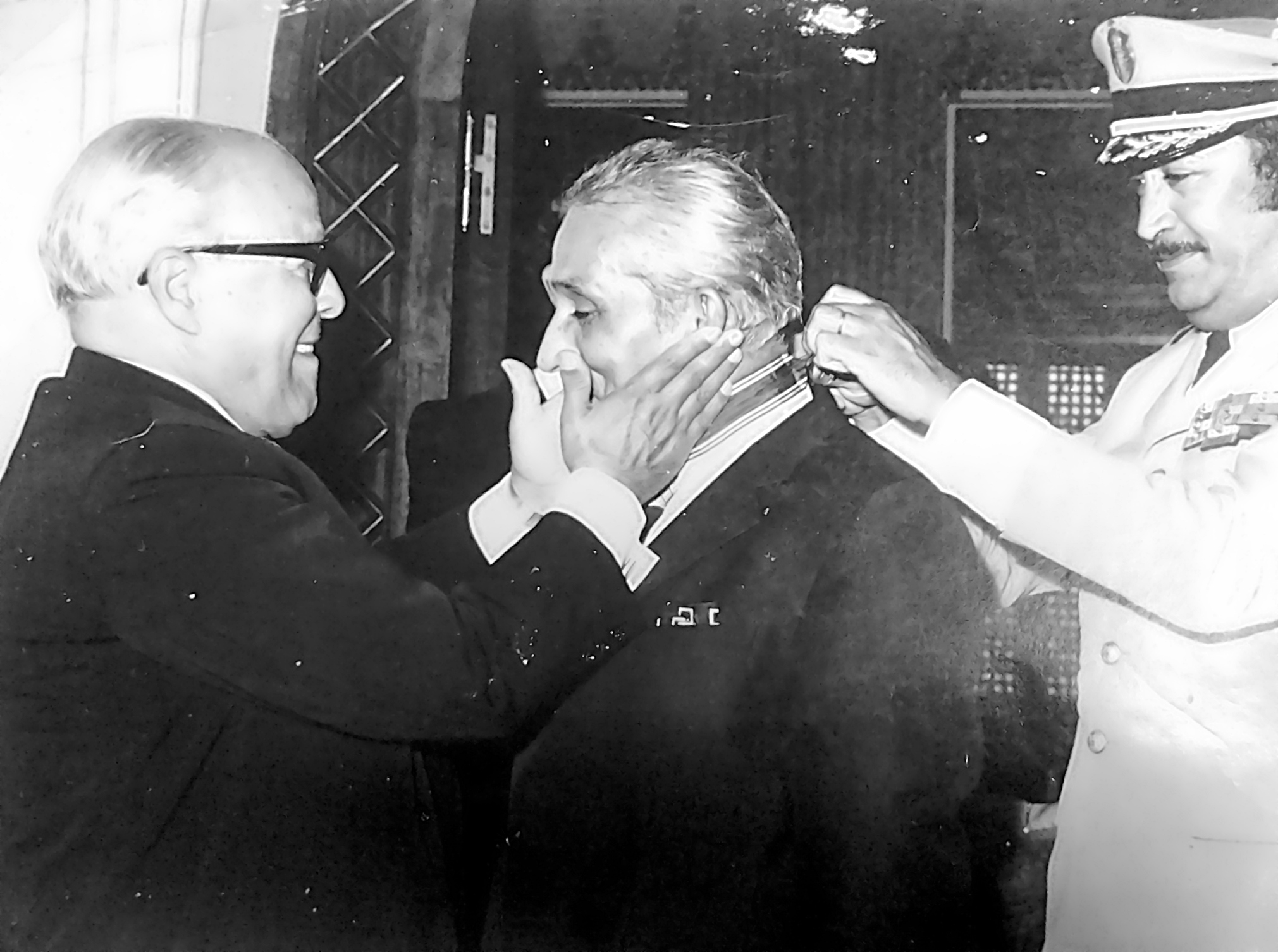
Osman décoré et félicité par le président Bourguiba le 1er juin 1975 à Carthage

Lors d'une visite officielle en Tunisie, entre les 17 et 19 avril 1975, Nicolae Ceaușescu lui décerne une décoration. Le 3 mai 1976, Osman reçoit le diplôme de décoration de la part de la direction du protocole de la présidence de la République.
Le 1er juin 1975, à l'occasion de la Fête de la Victoire et du vingtième anniversaire de la signature des conventions de l'autonomie interne, Habib Osman est décoré par le président Habib Bourguiba de l'insigne de commandeur de l'ordre de l'Indépendance ; la cérémonie a lieu au palais présidentiel de Carthage. Le soir-même, il est l'invité principal de l'émission Kaws kouzah présentée par Fredj Chouchane et diffusée sur la télévision nationale.
Le 15 janvier 1985 à l'hôtel Hilton de Tunis, Habib Osman est invité d'honneur d'une grande cérémonie sportive organisée conjointement par L'Action tunisienne et la revue Champion d'Afrique, à l'occasion du quinzième « Soulier d’or », sous la présidence de Mohamed Mzali ; il y reçoit des mains de ce dernier une plaquette en hommage à son œuvre.  
Le 29 février 1992, l'Association des journalistes tunisiens lui rend hommage à l'occasion de son trentième anniversaire. Lors d'une fête organisée au Théâtre municipal de Tunis, son fils Habib Jr. reçoit un insigne d'honneur en signe de reconnaissance posthume pour les efforts de son père en faveur de l'association et du métier de journaliste en général.

### Étranger
En déplacement à Budapest lors d'une visite officielle, le 22 novembre 1975, Habib Osman est décoré du troisième degré de l'ordre du drapeau de la République populaire de Hongrie (Magyar Népköztársaság Zászlórendjének III. fokozatát) par le Conseil présidentiel de Hongrie dans l'intention de renforcer les relations de coopération et d'amitié entre la Tunisie et la Hongrie.

## Manifestations
En février 2012, les sessions du « Café culture » du Club culturel Tahar-Haddad sont consacrées au thème de la photographie de presse en Tunisie. La troisième session, organisée le 20 février et intitulée « Retour sur image », met en lumière les œuvres documentaires de Habib Osman, Abdelhamid Kahia, Mustapha Bouchoucha, Pierre Olivier, Ridha Zili et Ben Aissa, considérés comme les pères fondateurs de la photographie de presse en Tunisie. Le club accueille des photographes professionnels et amateurs par la même occasion.
Ayant lieu du 30 mars au 1er avril 2018, la onzième édition du salon international de la photographie porte sur le thème de la mémoire du photographe,,. Cet événement organisé chaque année par la section tunisienne de l’Union des photographes arabes et qui se tient habituellement au centre culturel de Monastir accueille des participants de différentes nationalités pour une compétition de photographie. Les lauréats de la nouvelle édition reçoivent leur prix baptisé « Habib-Osman » en hommage au photographe tunisien.

## Évocations bibliographiques

### Comparaison entre Osman et Lartigue
Pour prouver l'importance du médium photo dans l'entretien de la mémoire collective, l’auteur tunisien Mustapha Chelbi compare, dans son livre Culture et mémoire collective au Maghreb, les expériences pionnières de deux photographes contemporains à une décennie près, Osman et Jacques Henri Lartigue, en mettant en valeur leurs similarités et leurs points d'originalité. 
Chacun des deux photographes a permis selon lui à sa nation de disposer d’une documentation photographique monumentale qui éternise des étapes marquantes de son devenir. Tandis que Lartigue préfère être en faveur de l'art, Osman, pionnier de cet art nouveau en Tunisie, décide de se mettre au service de la politique. Loin de se renfermer dans une mise en forme d'espaces décadents, du style carte postale exotique, Osman utilise le médium photo au profit de la cause nationale. L'auteur se demande : « Comment peut-on envisager le contraire quand on sait que le doyen des photographes tunisiens a pris la décision de suivre le Néo-Destour dans le sens de l'histoire ? ». Les deux photographes se rejoignent néanmoins puisque tous deux photographient l'histoire.
Tout comme Lartigue qui fait don de son œuvre à l’État français en 1979, Osman cède toutes ses photos en 1982 à l’État tunisien à travers l'agence Tunis Afrique Presse,. Le photographe, qui refuse l’usage commercial de ses photos, justifie sa décision par le fait qu'il œuvre non pas dans son intérêt personnel mais dans l'intérêt général. Les deux photographes décèdent en 1986.

### Osman et Hammam Lif
Dans son livre Inoubliable... Hammam-Lif !, partie d'une collection dédiée à sa ville natale, l'auteur tunisien Tijani Azzabi raconte avec beaucoup de nostalgie le passé de Hammam Lif et évoque trois photographes hammam lifois : Osman, Maurice Bordas et Boni[Qui ?]. D'après lui, Habib Osman, photographe du président Bourguiba, réside dans la cité beylicale : il rentre habituellement en fin d’après midi, descend du train et prend la rue du docteur Roux. L'auteur témoigne de la notoriété dont Osman bénéficie parmi les habitants de la ville. En même temps, il révèle une partie de sa personnalité : « On aimait le taquiner mais il ne quittait jamais ce sourire merveilleux du photographe et surtout de l'artiste qu'il était car Am Osman avait du talent, de l'humour et une grande modestie... ».

### Osman et la statue du cardinal Lavigerie
Dans son livre Le Nouvel État aux prises avec le complot yousséfiste, 1956-1958, l'ancien ministre de l'ère Bourguiba, Mohamed Sayah, raconte avec précision l’histoire et les circonstances du retrait de la statue du cardinal Lavigerie de sa place à Tunis et ne manque pas de parler de Habib Osman, décrit comme témoin des luttes « bourguibiennes », et de citer son rôle dans l’illustration de cet événement en révélant les raisons pour lesquelles Osman était le seul journaliste présent sur les lieux.

### Osman et l'effigie de Bourguiba
Selon le journaliste et universitaire tunisien Hédi Khélil, auteur de l'ouvrage Journalisme, cinéphilie et télévision en Tunisie : six essais en 1985, le président Habib Bourguiba joue considérablement de son visage. En effet, on peut apercevoir son effigie à la télévision, dans les lieux publics et sur les pièces de monnaie et billets de banque. L'auteur s'interroge sur le fait qu'aucune exposition photographique n'a été consacrée à Bourguiba de son vivant, avant de poser la question : « Attendra-t-on sa mort pour la faire ? ». D’après lui, la personne la mieux placée pour pouvoir organiser une telle exposition est le photographe qui suit l'ombre du président, Osman. En même temps, Khélil exprime son regret sur l'absence de bienveillance du pouvoir envers l'immense photothèque de ce dernier : « Et à chaque fois qu'il me fait voir des photographies du président (dont beaucoup d'inédites), je me dis : « Hadj Osman est-il conscient qu'il possède un trésor inestimable » ? Ah, ces richesses inouïes qui gisent dans un sous-sol et dont le pouvoir ne fait rien ! ».

### Frères Osman
L’auteur tunisien Mustapha Chelbi permet dans son livre Le patrimoine journalistique de Tunisie aux lecteurs de découvrir la véritable revivification de la presse tunisienne à la fin du XIXe siècle et début du XXe siècle. Il évoque plusieurs journalistes qui ont marqué l'histoire de la presse en Tunisie tels que Habib et son frère Mustapha Osman : « Les frères Osman ont donné à la presse tunisienne ses premières caricatures. Cette présentation est un modeste hommage à leur précieux apport [...]. La Tunisie possède un patrimoine journalistique fabuleux. Il y a dans ce trésor expressif, des joyaux... Parmi ces joyaux, on ne saurait omettre de présenter les frères Osman. Mustapha s'est distingué dans la caricature et la rédaction et Habib a trouvé sa consécration dans le reportage photographique ».
Le chapitre contient des extraits d'une interview accordée par Habib Osman à l'auteur du livre où il raconte la vie, l’œuvre et le devenir de son frère.